# Bibliografija
Bibliografija (grško biblio /biblios/ v pomenu knjiga in graphos, pisati, risati) je urejen seznam tiskanih del.
Bibliografija je strokovno-znanstvena dejavnost, ki zbira, vrednoti, izbira, vsebinsko analizira in opisuje tiskane ali drugače razmnožene javnosti namenjene tekste - bibliografske enote - ter te opise klasificira, ureja in navadno v obliki urejenih popisov tudi publicira z namenom dajati informacije o literaturi in s tem pripomočke za strokovno delo. Z izrazom bibliografija pa poimenujemo tudi rezultate bibliografovega dela, to so: blibliografske sezname in urejene popise literature vseh vrst ter delo z njimi. Končno nam pomeni izraz bibliografija tudi nauk o teoretičnih in metodičnih osnovah bibliografovega dela.
Predmet bibliografovega obravnavanja je tekst, besedilo, namenjeno javnosti in za ta namen razmnoženo s katero koli grafično tehniko. Zunanja oblika bibliografske enote je lahko različna: posamezen list, brošura, knjiga, časopis, časnik, odstavek, odlomek, izrek iz knjig, članek, razprava, beležka, pesem ali kak drug prispevek v časopisu ali časniku. Besedilo mora biti razmnoženo s klasičnim tiskom ali z najrazličnejšimi modernimi tehničnimi postopki tako imenovane reprogesije, kot so strojepis, ciklostil, rotaprint, kseroks, fotolitografija, fotografija in vsi drugi postopki za razmnoževanje grafičnih predmetov.

## Oblika in vrste bibliografij

#### Zunanja oblika bibliografij
Glede na zunanjo obliko je bibliografija lahko sestavljena iz opisanih ali tiskanih bibliografskih ali kataložnih listkov, ali pa je tiskana kot seznam bibliografskih opisov, ki so zaporedno nanizani v določenem redu. Najpogosteje je bibliografija tiskana v obliki bibliografskega seznama. Tiskana bibliografija je lahko samostojna publikacija: zaključena knjiga ali nezaključena publikacija. Poleg tega so še seznami literature ob koncu knjig in razprav ter člankov v časopisih in enciklopedijah; ti seznami navadno prinašajo samo popis del, ki jih je avtor uporabljal, in tedaj niso prave bibliografije; če pa podajajo širši zaokrožen in urejen pregled literature, pa jih imamo lahko za prave bibliografije. Bibliografija v obliki knjige prinaša gradivo za določeno preteklo obdobje in je zaključeno delo. Če hoče, jo avtor ali kdo drug čez čas dopolni s samostojnim dodatkom novih enot. Tako bibliografijo imenujemo retrospektivna bibliografija. Samostojna bibliografija pa lahko izhaja periodično in v manjših ali večjih presledkih, sproti popisuje novo bibliografsko gradivo določenega področja, ki je izšlo po izidu prejšnejga zvezka; tako bibliografijo imenujemo tekoča bibliografija. Pri tekočih bibliografijah se zvezki hitro kopičijo, preglednost in uporabnost pa se manjšata, četudi ima vsak posamezen zvezek potrebna kazala. Če pa npr. pri mesečno izhajajoči bibliografiji v enem od zvezkov, npr. v tretjem, šestem, dvanajstem povzamemo tudi vse gradivo prejšnjih mesecev in ga porazvrstimo med novo gradivo, pravimo, da gradivo združujemo ali kumuliramo in ustvarjamo četrtletne, polletne, letne ali tudi večletne kumulativne bibliografije.

#### Vrste bibliografij
Bibliografija, ki popisuje tiske določenega obdobja ne glede na predmet in stroko, se imenuje splošna bibliografija. Če pa se izbor bibliografskih enot omejuje na določeno stroko ali predmet, nastane strokovna bibliografija. Vsaka od omenjenih bibliografij more vključevati bibliografske enote, ne glede na to kje in v kakšnem jeziku so bile natisnjene; take so mednarodne ali internacionalne (univerzalne) bibliografije. Če pa se v izboru omejijo na dela enega jezika, enega naroda ali ene države, se imenujejo narodne ali nacionalne bibliografije. Vsaka od omenjenih štirih vrst pa se v izboru lahko omeji še po posebnih kriterijih, kot so npr.: bibliografije člankov, publikacij, slovarjev, osebne bibliografije, krajevne bibliografije. Vse bibliografije, ki so tako ali podobno še posebej omejene pri izboru bibliografskih enot, imenujemo posebne bibliografije. Med posebne bibliografije lahko prištejemo tudi priporočilne bibliografije, ki izbirajo bibliografske enote za določen tip bralcev, za določeno starostno stopnjo, za potrebe bralcev raznih stanov, svetovnih nazorov, organizacij itd. Vsaka bibliografija mora biti izčrpna - če bibliograf teži, da zbere vso gradivo, ki gre v določeno vrsto bibliografij; in izbirna - če bibliograf odbira gradivo po načelu kvalitete, starosti ipd. Glede na način bibliografskega opisovanja ločimo: primarne bibliografije, za katere posnema bibliograf podatke neposredno po bibliografski enoti in sekundarne bibliografije, v katerih so podatki za opis enot posneti po bibliografijah in drugih virih. Glede na manjše ali večje število bibliografskih prvin, ki jih uporabljamo v opisu, ločimo bibliografije na popisne, opisne, in analitične.

#### Bibliografska pomagala
Poleg bibliografij je še vrsta strokovnih del, katera vsebujejo veliko število bibliografskih podatkov in jih v njih tudi iščemo, čeprav teh virov ne moremo imenovati bibliografije. Taka dela so predvsem tiskani knjižnični katalogi. Prav tako so pomembni viri bibliografskih informacij tudi knjigotrški katalogi, katalogi ter seznami dražb in razprodaj knjižnic. Obilne bibliografske podatke vsebujejo tudi bibliografski in biobibliografski leksikoni, strokovne in splošne enciklopedije, razni seznami, pregledi razvoja posameznih strok itd.

#### Bibliografija in katalog
Po svojem nastanku in namenu je knjižnični katalog bibliografiji najbolj soroden. Z njo ima marsikaj skupnega, v marsičem pa se tudi razlikujeta. Oba popisujeta tiske in nudita bralcu na uporabo urejene podatke o knjigah. Katalog popisuje knjižni fond knjižnice ali druge ustanove. S knjigami, ki jih v knjižnici ni, se ne ukvarja. Bibliografija pa popisuje idealni primerek knjige, ki zastopa vse primerke celotnega natisa ne glede na hranilišče (tudi, če so izgubljeni ali uničeni vsi primerki). Kataložni opis podaja navadno le najvažnejše zunanje podatke o knjigi (avtor, izdaja, impresum), da jo iskalec lahko identificira, poleg teh pa tudi signaturo, ki jo je dobila v knjižnici. Tako katalog dopolnjuje bibliografijo in krči bralcu pot do določenega izvoda knjige v knjižnici. Bibliografski opis pa podaja o knjigi čim več podatkov, ki so skupni celotni nakladi, in to o zunanjosti knjige kot tudi o njeni vsebini. Na osnovi teh navedb bralec bibliografije lahko dožene, ali bo knjiga služila njegovim potrebam ali ne.

## Metoda bibliografskega popisovanja
Nastanek bibliografskega popisa (seznama) je vezan na tri faze dela:
1. zbiranje in izbiranje gradiva
2. bibliografsko opisovanje odbranih enot
3. klasificiranje in urejevanje opisov bibliografskih enot

#### Zbiranje in izbiranje gradiva
Pri zbiranju in izbiranju bibliografskega gradiva mora imeti bibliograf vedno pred očmi obseg in namen, ki naj ga doseže njegova bibliografija. Odločiti se mora za vrsto bibliografije in vedeti, ali bo zajel vanjo samo knjige ali tudi časopisje, ali oboje kot celoto ali tudi posamezne dele knjig in časopisja, posamezne prispevke v zbornikih in časopisju. Že v začetku dela mora bibliograf vedeti, ali bo upošteval samo nacionalno gradivo ali tudi gradivo drugih narodov, ali bo pri narodnih bibliografijah upošteval samo tiske v domačem jeziku ali tudi drugojezične tiske domačih avtorjev, ali samo tiske, ki so izšli na določenem narodnostnem ozemlju ali tudi tiske domačih avtorjev, ki so izšli v tujini ali v tujem jeziku. Pri sestavljanju strokovnih bibliografij mora bibliograf takoj na začetku omejiti obseg stroke, ki jo želi zajeti, in jo ločiti od sorodnih in obrobnih strok. Če bibliograf pri sestavljanju strokovne bibliografije ne zna ločiti pomembnega od nepomembnega in ne v bibliografski opombi opozarjati na dobre in slabe strani posameznih enot, potem s svojim delom strokovnjakom ne bo lajšal dela, marveč jih bo zavajal k iskanju in branju nepomembne literature in jim tako zapravljal dragoceni čas.

#### Bibliografski opis
Osnovna naloga bibliografskega opisa je označiti bibliografsko enoto po zunanjih znakih tako, da je izključena možnost zamenjave s katerokoli drugo podobno enoto, to se pravi z drugimi besedami: podati razpoznavne znake enote, ki so potrebni za njeno zanesljivo identifikacijo. Druga nič manj pomembna naloga bibliografskega opisa je navesti o enoti še podrobnejše podatke o njenem nastanku, o njeni zunanji podobi in usodi, o njeni notranji podobi, t. j. o njeni vsebini, znanstveni vrednosti, idejni usmerjenosti ipd. Za opis uporabljamo razpoznavne znake, ki jih jemljemo z zunanje podobe bibliografske enote in iz njene notranjosti - vsebine. Te znake imenujemo bibliografski elementi (prvine).

#### Ureditev bibliografskega gradiva
Bibliografske opise je treba ob koncu dela urediti tako, da iskalec katerekoli bibliografske enote pride do nje po najkrajši in najzanesljivejši poti. Ta cilj bibliograf lahko doseže na več načinov. Za katerega se odloči, je odvisno do namena, oblike in vrste bibliografije, še več pa od bibliografove osebne presoje. Le redkokdaj namreč značaj bibliografije zahteva prav določeni način ureditve in povsem izključuje možnost drugačne ureditve. Predvsem mora bibliograf odločiti, ali bo razporejal enote po zunanjih znakih publikacije, ki jih dobi pri knjigi na naslovnem listu, pri članku ali razpravi pa na začetku enote ter na naslovnem listu časnika ali časopisa, in se pri tem ne bo nič oziral na vsebino, ali pa bo zunanje znake publikacije pustil ob strani in uredil zbrane enote po notranjem vidiku - po vsebini. Karkoli se bibliograf že odloči, vedeti mora, da nobena ureditev nima vsestranske prednosti pred drugimi. Vsaka ima tudi svoje pomanjkljivosti. Te pa se dajo odpraviti z dopolnjujočimi kazali in preglednicami.

## Zgodovina bibliografije
Sodobna bibliografija ima davne predhodnike in sorodnike v nekaterih delih helenistične dobe, pozne antike in srednjega veka. Med prvimi je treba omeniti delo učenjaka in pesnika, vodilnega uslužbenca v aleksandrijski knjižnici, Kallimaha (3. stol. pr. n. št.). Kallimahovo delo se ni ohranilo, razen nekaj drobnih odlomkov. Nekateri menijo, da je bil v Tablicah popisan ves fond knjižnice, torej celotna antična literatura, in da so tablice predstavljale nekakšno splošno nacionalno bibliografijo stare grške, predvsem aleksandrinske literature. V pozni antiki in v srednjem veku srečujemo vrsto del bibliografskega značaja. Popis Aristotelovih knjig v njegovi biobibliografiji, ki jo je napisal Ptolemej, se je v originalu prav tako izgubil, ohranil pa se je v arabskem prevodu in je objavljen v V. knjigi Aristotelovih del. V zgodnjem srednjem veku se pojavijo dela z naslovom "de viris illustribus", med njimi je najbolj znano Liber de viris illustribus  Dalmatinca Hieronima iz Stridona, ki v kronološkem redu opisuje 135 cerkevnih pisateljev od začetkov krščanstva. Pogoje za nastanek prvih bibliografij je ustvarila šele iznajdba tiska, ki je omogočil mehanično izdelavo večjega števila povsem enakih izvodov razmnoženega dela. Za prve sezname knjig so od začetka skrbeli tiskarji sami, saj so sprva knjige sami zalagali in prodajali. Ob koncu 15. stoletja je izšlo prvo tiskano delo z značajem bibliografije: Liber de scriptoribus ecclesiasticis, ki ga je napisal benediktinski opat v Trittheim in izdal v Baslu leta 1494. V začetku 16. stoletja je bilo natisnjenih tudi nekaj prvih seznamov knjig za posamezne stroke (teologijo, medicino, pravo, astronomijo, filozofijo in filologijo). Sredi 16. stoletja Švicar Conrad Gesner, eden najpomembnejših humanistov svoje dobe, izda veliko bibliografsko delo pod naslovom Univerzalna biblioteka ali najbogatejši katalog vseh spisov v treh jezikih - latinskem, grškem in hebrejskem - še dosegljivih ali že izgubljenih, starih in novejših do današnjega dne, učenih in neučenih, objavljenih ali skritih v knjižnicah. Novo delo, ki ni potrebno le za ustanavljanje javnih in privatnih knjižnic, marveč vsem, ki se ukvarjajo s kakršnokoli umetnostjo ali znanostjo, prekoristno za pospeševanje njihovega študija. Gradivo je uredil po abecedi osebnih imen avtorjev (dodal je kazalo priimkov). Prvi, ki je hotel domačo knjižno produkcijo prikazati v samostojnem in popolnejšem popisu, je bil angleški duhovnik John Bale (1494-1563). Rezultat njegovega dela je kronološko urejena bibliografija britanskih avtorjev. To delo je prva evropska splošna nacionalna bibliografija. Prva nacionalna bibliografija, ki je bila napisana v živem narodnem jeziku in ne v latinščini, je popis del italijanskih humanistov, ki ga je leta 1550 izdal v Benetkah Italijan Francesco Doni (1513-1574) pod naslovom La libreria del Doni Fiorentino. Omembo zasluži tudi bibliografsko delo Primoža Trubarja Register und summarischer Innhalt, aller der Windischen Bücher. To je Trubarjeva osebna bibliografija in prva slovenska nacionalna bibliografija z anotacijami, saj so v njej zabeležena dela, ki so dotlej izšla v slovenščini. V 17. stoletju je znanost napredovala z velikimi koraki in se čedalje bolj diferencirala; v 2. polovici je dosegla zlasti pomembne dosežke v prirodoslovju. Ustanavljala so se društva in akademije, izdajati so začeli znanstvene časopise. Bibliografija je stala pred novimi, vse težjimi nalogami. Zaradi obsega literarne produkcije so se čedalje bolj razvijale nacionalne in strokovne bibliografije. Nato je Philipp Labbej leta 1664 napisal tudi prvo bibliografijo bibliografij. Dvaindvajset let pozneje, je to bibliografijo nadgradil Antoine Teissier. Dopolnil je njegov seznam za starejša leta in seveda za leta po izidu knjige in popisal okrog 2500 avtorjev raznih bibliografij. V 18. stoletju se vzporedno z naraščajočo knjižno produkcijo (okrog 1,600.000 izdanih knjig) razvija tudi bibliografija. Bibliografski opis enot postaja vse točnejši in popolnejši, saj je to potrebno že zato, da so se opisana dela lahko z gotovostjo razlikovala in identificirala. Posebne uspehe sta v tem stoletju dosegli francoska in nemška bibliografija. Ob koncu 19. stoletja je prišla potreba po mednarodni povezavi bibliografov in njihovega dela. Rezultat tega so predvsem bibliografija tekočih bibliografij, mednarodna bibliografija prevodov itd. Po drugi svetovni vojni je skrb za pospeševanje bibliografske dejavnosti v mednarodnem obsegu prevzela organizacija Unesco. Iz povedanega vidimo, da so mnoge bibliografske akcije in podjetja v našem času postale možne zaradi sodelovanja med narodi. Lahko trdimo, da bibliografija v tej novi vlogi prispeva k medsebojnemu spoznavanju različnih narodov in političnih sistemov ter s tem tudi k utrjevanju miru na svetu.